# Thomas R. Marshall
Thomas Riley Marshall (14 tháng 3 năm 1854 – 1 tháng 6 năm 1925) là một nhà chính trị gia, người từng là Phó Tổng thống thứ 28 của Hoa Kỳ từ năm 1913 để 1921. Một luật sư nổi tiếng ở Indiana, ông đã hoạt động và cũng được biết đến thành viên của Đảng Dân chủ.